# Elsum
Elsum is een gehucht en parochie in de Belgische stad Geel, dat tegenwoordig vastgegroeid is aan Geel-Centrum.

## Bezienswaardigheden
- De Sint-Franciscuskerk

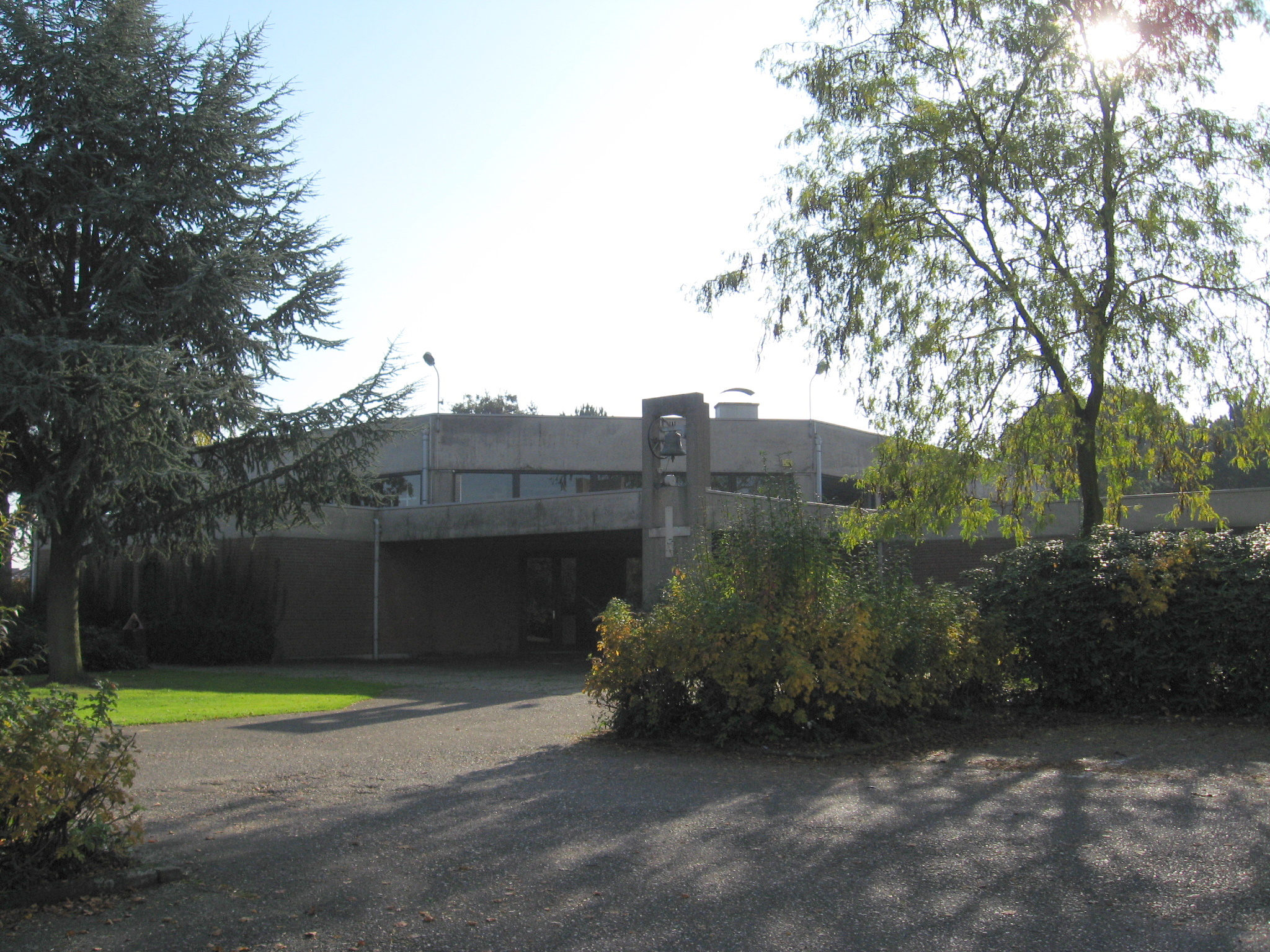
Sint-Franciscuskerk

De parochie, gewijd aan Sint-Franciscus, werd opgericht in 1974. De parochiekerk werd in modernistische stijl opgetrokken met gebruik van beton.
- De Sint-Dimfnakapel die in elk geval al vóór 1638 bestond. De huidige kapel dateert van omstreeks 1700. Ze werd vergroot in 1722 of 1772. Tijdens de Tweede Wereldoorlog werd de kapel zwaar beschadigd maar in 1951 hersteld. In 1956 werd ze door werkzaamheden opnieuw zwaar beschadigd. Opnieuw werd ze hersteld en ze was van 1960-1965 in gebruik als kerk. Daarna was ze nog als bidkapel en kunstenaarsatelier in gebruik, en tegenwoordig staat ze leeg. Een 17e-eeuws gemarmerd houten altaar is nog aanwezig.
- De Molen van 't Veld, een standerdmolen. Deze werd in 1993 gedemonteerd en verplaatst naar een locatie ten westen van Ten Aard.

## Nabijgelegen kernen
Geel-Centrum, Larum